# بيت الأرواح
بيت الأرواح هو اسم رواية للكاتبة التشيلية إيزابيل أيندي يونا والتي كتبتها عام 1982. وبدأت الكاتبة في تأليف هذه الرواية عندما بلغها أخبار عن مرض جدها التسعيني واقتراب وفاته. وتدور بداية أحداث الرواية نهاية القرن التاسع عشر، في دولة تشيلي في أمريكا الجنوبية. وهي تروي مجريات عائلة ترويبا، غرامياتهم وطموحاتهم والتماساتهم الروحية، علاقاتهم ببعضهم البعض، ودورهم في مجريات زمنهم وتاريخهم، ذلك التاريخ الذي أصبح قدراً تجاوزهم جميعاً. وتم معالجة هذه الرواية سينمائيا إلى فيلم في عام 1993.

## مكانها في الأدب
في البداية عارضت أكثر من دار نشر أسبانية نشر الرواية، ولكن دار النشر الوحيدة التي قبلت بها في برشلونة أصدرت الطبعة الأولى عام 1982م، ومنذ نشرها اكتسحت الأسواق وحققت أعلى المبيعات . بل أن هذه القصة هي التي أوصلت مؤلفتها إلى النجومية . حازت الكاتبة على هذه الرواية جائزة الأدب البانورامي، كما أنها ترجمت إلى ما يقارب الثلاثين لغة ! . يعتقد بعض النقاد أن هذه الرواية لها أبعاد اجتماعية وسياسية، كما يرى البعض أنها تروي وقائع حقيقية مع شيء من الخيال .

## بداية الكتابة
بدأت الكاتبة في تأليف هذه الرواية عندما بلغها أخبار عن مرض جدها التسعيني واقتراب وفاته، فكان أن كتبت له رسائل سرعان ما تحولت إلى النسخ الأولى من هذه الرواية .

## حبكة الرواية وشخصياتها
وتدور بداية أحداث الرواية نهاية القرن التاسع عشر، في مدينة بلا اسم، في أمريكا الجنوبية. وهي تروي مجريات عائلة ترويبا، غرامياتهم وطموحاتهم والتماساتهم الروحية، علاقاتهم ببعضهم البعض، ودورهم في مجريات زمنهم وتاريخهم، ذلك التاريخ الذي أصبح قدراً تجاوزهم جميعاً.
كلارا ديل فالي: البنت الطيبة القلب المفرطة الحساسية. وقد تميزت كلارا في سن مبكرة بقواها وقدراتها التخاطرية، وقراءتها للطالع، وتحريك الأشياء كأنما لديها حياة بداخلها، وتنبؤها بالمستقبل، وفي أعقاب موت شقيقتها الأسطورة روزا الجميلة أصبحت كلارا بكماء لتسع سنوات، مقاومة كل محاولات تحفيزها على الكلام، وعندما أنهت صمتها كان ذلك لكي تُعلن للجميع أنها ستتزوج قريباً. ولدت ثلالثة أطفال بعد زواجها، بلانكا والتوأم جايمي ونيكولاس.
استيبان ترويبا : زوج كلارا المنتظر، رجل صارم قوي الشكيمة، مشهور بسورات غضبه، ومسكون بوحدة عميقة، في الخامسة والثلاثين من عمره، رجع استيبان إلى العاصمة من املاكه الريفية لزيارة أمه المحتضرة وللبحث عن زوجة (كان خطيب روزا، وقد أثر فيه موتها بعمق، كما فعل بكلارا) وهو الرجل الذي تنبأت كلارا -واستدعته - ليكون زوجها، والذي بدوره سيتنامى بداخله عشق لكلارا سيستمر معه لبقية حياته الطويلة.
بلانكا: الابنة العملية، المهزوزة الذات، والتي إمعاناً في إغاظة والدها تكوّن حلفاً حياتياً من ابن رئيس أعماله.
التوأمين جيمي ونيكولاس :الأول ولد متوحداً يصبح طبيباً يكرسِّ طبه لمعالجة الفقراء والمنكوبين، والآخر فتى لعوب، منغمس في الديانات الشرقية والطرق الصوفية .
الطفلة آلبا:ابنة بلانكا(لم تعترف العائلة بوالدها لسنوات بسبب غضب اسيبان) وهي طفلة مدللة ومنعمة وموجهة من جميعهم.

## الشاشة الفضية
حولت هذه الرواية إلى فيلم سنة 1993 م من بطولة الممثلة الأمريكية ميريل ستريب.

## روابط خارجية
- بيت الأرواح على موقع الموسوعة البريطانية (الإنجليزية)